# Langhals
Der Langhals bei Neu-Anspach im hessischen Hochtaunuskreis ist ein 573,5 m ü. NHN hoher Berg im Mittelgebirge Taunus.

## Geographie

### Lage
Der Langhals erhebt sich im Östlichen Hintertaunus im Naturpark Taunus. Der Berg erhebt sich als letzter Ausläufer auf der östlich gelegenen Hochscholle der Feldberg-Langhals-Pferdskopf-Scholle. Sein Gipfel liegt auf der Gemarkung der Gemeinde Neu-Anspach zwischen den Ortsteilen Dorfweil (Schmitten im Taunus) im Westen und Neu-Anspach im Nordosten. Der etwa 1,75 km entfernte südliche Klingenberg (595,5 m) ist ein Nordausläufer des Weißeberg (660,2 m). Der Große Eichwald (633,2 m) liegt auf der gegenüberliegenden Talseite des Aubach in  etwa 1,5 km Entfernung. Etwa  4 km westlich entfernt, auf der gegenüberliegenden Seite des Weiltals, erhebt sich der Pferdskopf (662,6 m).

### Naturräumliche Zuordnung
Der Langhals zählt in der naturräumlichen Haupteinheitengruppe Taunus (Nr. 30) und in der Haupteinheit Östlicher Hintertaunus (302) zur Untereinheit Pferdskopf-Taunus (302.6). Nach Osten fällt die Landschaft in die Untereinheit Usinger Becken (302.5) ab.

## Landschaftsbild
Der Langhals ist vollständig bewaldet. Buchen herrschen vor, aber auch Eichen und insbesondere Fichten sind vertreten.

## Verkehr und Wandern
Nördlich vorbei am Langhals verläuft etwa in West-Ost-Richtung aus dem Weiltal bei Brombach  nach Neu-Anspach die Landesstraße 3041. Auf der Passhöhe (ca. 485 m) befindet sich ein Wanderparkplatz. Von diesem beginnend kann der Berg auf Waldwegen und -pfaden erwandert werden. Östlich des Berges im Stahlnhainer Grund des Usinger Beckens befindet sich der Freilichtmuseum Hessenpark.